# Nappe de courant héliosphérique

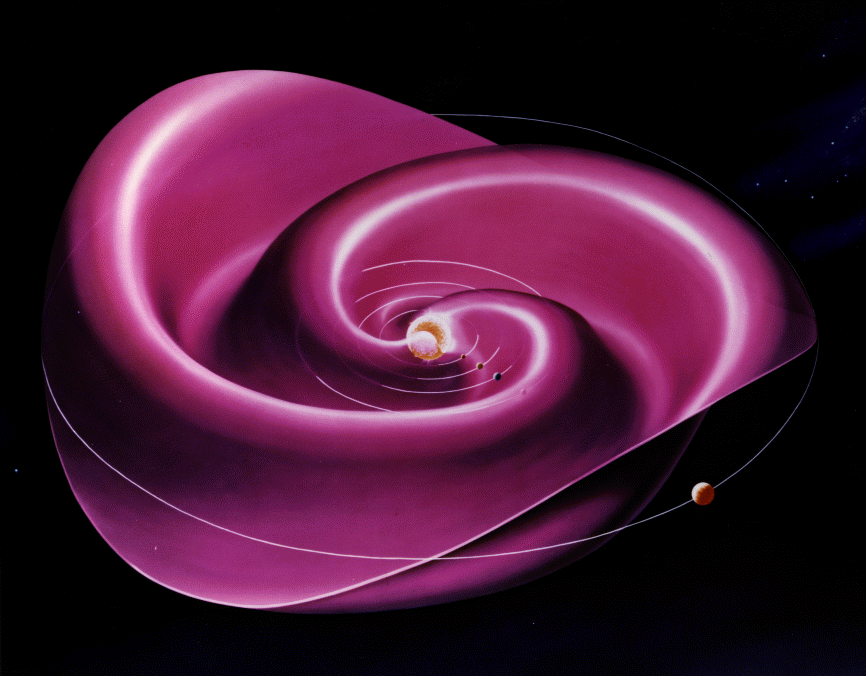
La nappe de courant héliosphérique est une forme tridimensionnelle qui résulte de l'influence du champ magnétique tournant du Soleil sur le plasma du milieu interplanétaire. Cinq planètes sont visibles, Mercure, Vénus, Terre, Mars, et Jupiter.

La nappe de courant héliosphérique, ou nappe de courant interplanétaire, est une surface séparant l'héliosphère en deux régions : celle où le champ magnétique interplanétaire se dirige vers le Soleil et celle où il s'en éloigne. Un faible courant électrique d'une densité d'environ 10−10 A/m2 circule au voisinage de cette surface, formant une nappe de courant,,. La forme de la nappe de courant résulte de l'influence du champ magnétique du Soleil sur le plasma du milieu interplanétaire. L'épaisseur de la nappe actuelle est d'environ 10 000 km près de l'orbite de la Terre.

## Caractéristiques

### Forme en jupe de ballerine

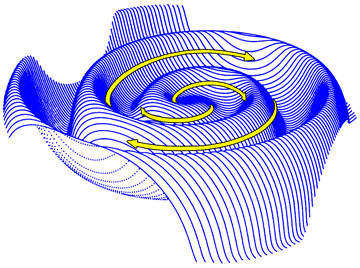
La spirale de Parker.

Du fait que le Soleil tourne sur lui-même, son champ magnétique prend la forme d'une spirale d'Archimède qui s'étend à travers le Système solaire. Ce phénomène est souvent appelé la spirale de Parker, d'après le travail d'Eugene Parker qui avait prédit la structure du champ magnétique interplanétaire. La nature en spirale du champ magnétique héliosphérique avait été notée plus tôt par Hannes Alfvén, en s'inspirant de la structure de la queue des comètes.
Les effets de ce champ magnétique sur le milieu interplanétaire (le vent solaire) créent la plus grande structure connue dans le Système solaire : la nappe de courant héliosphérique. Le champ magnétique en spirale de Parker est divisé en deux parties par une nappe de courant, un modèle mathématique développé pour la première fois au début des années 1970 par Schatten. Il se déforme en une spirale ondulée qui est parfois comparée à la jupe d'une ballerine,. L'ondulation de la nappe de courant est due à l'angle d'inclinaison de l'axe du dipôle du champ magnétique par rapport à l'axe de rotation du Soleil et aux variations par rapport à un champ dipolaire idéal.
Contrairement à la forme familière d'un champ magnétique que produit un aimant, le champ produit par le Soleil est tordu en une spirale d'Archimède par l'influence magnétohydrodynamique (MHD) du vent solaire. Le vent solaire est un flux de particules éjectées de la haute atmosphère du Soleil et qui voyagent vers l'extérieur du Système solaire à une vitesse de 200 à 800 km/s. Mais un jet individuel de vent solaire provenant d'un élément particulier de la surface du Soleil tourne avec la rotation solaire, créant un motif en spirale dans l'espace. La cause de cette forme en spirale est parfois appelée « effet arrosage de jardin » ou « effet tuyau d'arrosage »,, parce qu'elle est comparée à un arroseur de pelouse avec une buse qui monte et qui descend pendant qu'elle tourne, le courant d'eau représentant le vent solaire. Cependant, contrairement au jet d'un arroseur, le vent solaire est lié au champ magnétique par des effets MHD, de sorte que les lignes de champ magnétique sont liées au matériau dans le jet et prennent une forme de spirale d'Archimède.
La forme en spirale de Parker du vent solaire modifie la forme du champ magnétique du Soleil dans les régions externes du Système solaire. Au-delà d'une distance d'environ 10 à 20 unités astronomiques du Soleil, le champ magnétique est presque toroïdal (de direction parallèle à l'équateur du Soleil) plutôt que poloïdal (dirigé du pôle Nord vers le pôle Sud, comme dans le cas d'un aimant) ou radial (pointé vers l'extérieur ou vers l'intérieur, comme on pourrait s'y attendre si le Soleil ne tournait pas). La forme en spirale amplifie également considérablement la force du champ magnétique solaire dans les régions externes du Système solaire.
La spirale de Parker pourrait être responsable de la différence observée dans la rotation solaire, dans laquelle les pôles du Soleil tournent plus lentement (période de rotation d'environ 35 jours) que son équateur (période de rotation d'environ 25 jours). Le vent solaire est guidé par le champ magnétique du Soleil et émane donc en grande partie des régions polaires. La forme en spirale du champ qui en résulte provoque un couple de traînée sur les pôles dû à la force de tension magnétique.
Pendant les périodes de maximum solaire, tout le champ magnétique du Soleil bascule, inversant ainsi la polarité du champ à chaque cycle solaire.

### Champ magnétique
La nappe de courant héliosphérique tourne avec le Soleil, dont la période de rotation est d'environ 25 jours. Au cours de ce mouvement, les pics et les creux de la jupe traversent la magnétosphère terrestre, interagissant avec elle. Près de la surface du Soleil, le champ magnétique produit par le courant électrique radial dans la nappe est de l'ordre de 5 × 10−6 T.
Le champ magnétique à la surface du Soleil est d'environ 10−4 T. Si la forme du champ était celle d'un dipôle magnétique, sa force diminuerait avec le cube de la distance, ce qui correspond à environ 10−11 T au niveau de l'orbite terrestre. Mais la nappe de courant héliosphérique se traduit par des composantes multipolaires d'ordre supérieur, de sorte que le champ magnétique du Soleil sur Terre est 100 fois plus élevé que cette valeur.

### Courant électrique
Le courant électrique dans la nappe de courant héliosphérique a une composante radiale (dirigée vers l'intérieur) ainsi qu'une composante azimutale. Les lignes de champ radiale se referment par des courants sortants alignés avec le champ magnétique du Soleil dans les régions polaires. Le courant dans le circuit radial est de l'ordre de 3 × 109 ampères. En guise de comparaison avec d'autres courants électriques astrophysiques, les courants de Birkeland, qui alimentent les aurores polaires terrestres, sont environ mille fois plus faibles avec 106 ampères. La densité de courant maximale dans la nappe est de l'ordre de 10−10 A/m2.

## Histoire
La nappe de courant héliosphérique a été découverte par John M. Wilcox et Norman F. Ness, qui ont publié leur découverte en 1965. Hannes Alfvén et Per Carlqvist ont spéculé sur l'existence d'une nappe de courant galactique, homologue de la nappe de courant héliosphérique, avec un courant galactique estimé entre 1017 et 1019 ampères, qui pourrait circuler dans le plan de symétrie de la Galaxie.